# Ludolf Matthias Hoesch
Ludolf  Matthias Hoesch (* 14. September 1788 in Schneidhausen; † 16. Juli 1859 in Düren) war ein deutscher Papierindustrieller.

## Leben und Wirken
Der Sohn des Eisen- und Papierfabrikanten Eberhard Hoesch (1756–1811) und der Sara Schleicher (1760–1814) erbte gemeinsam mit seinen Brüdern Eberhard Hoesch (1790–1852) und Wilhelm Hoesch (1791–1831) nach dem Tod des Vaters dessen sämtliche Unternehmen, bestehend aus den Papiermühlen in Krauthausen und Schneidhausen sowie den Eisenwerken in Zweifallshammer und Simonskall und welche nun unter Gebrüder Hoesch firmierten. Nach einer Reihe von schlechten Jahren mit sinkenden Eisenpreisen kam es 1819 zur Aufteilung des Unternehmens 1819 und Ludolf wurde im Rahmen einer Verlosung das am höchsten eingeschätzte und 1786 gegründete Werk Krauthausen zugeteilt, während Eberhard und Wilhelm Hoesch gemeinsam die übrigen Werke erhielten. Damit war Ludolf Hoesch der Erste in der Familie, der sich ausschließlich der Papierherstellung widmete. Darüber hinaus erhielt er 1829 noch die Konzession zum Bau der Papiermühle Friedenau in Niederau, einem Nachbarort von Kreuzau.
Diese beiden Betriebe stellten die Ausgangsbasis für den Aufschwung der Papierfabriken der Familie Hoesch für die nächsten Jahrzehnte dar. Im Jahre 1841 erwarb Hoesch zusätzliche Anteile an der Papierfabrik Oberste Mühle von Ludolf Schüll (1801–1863) in Kreuzau, welche vor allem  durch vorzügliche Post- und Zeichenpapiere Anerkennung gefunden hatte, und nun unter dem Namen Schüll & Hoesch firmierten. Diese Fusion hatte zum Ziel, dem enormen Konkurrenzdruck der ebenfalls in Krauthausen etablierten Papierfabrik Schoellershammer Paroli zu bieten. Ludolf Hoesch stattete das Werk als eines der ersten seiner Art mit einer Dampfmaschine aus und konnte dadurch eine erhebliche Produktionssteigerung bewirken. Doch bereits im Jahre 1846 wurde der Vertrag aufgelöst, da Ludolf Schüll diesen Aufschwung ausnutzen und sein ursprüngliches Werk wieder allein leiten wollte.
Hoesch nahm nun die Gelegenheit wahr, sein Krauthausener Werk, welches jetzt auch Hoeschmühle genannt wurde, durch die Aufstellung englischer Papiermaschinen zu modernisieren. Zugleich beteiligte er ab 1846 seine Söhne Matthias Eberhard Ludolf (1818–1868), Wilhelm Edmund (1820–1891) und Eduard Hoesch (1821–1894) an seinen Unternehmen und firmierten jetzt gemeinsam als Hoesch & Söhne. Ein Jahr vor Ludolf Hoeschs Tod im Jahre 1857 ging sein früherer Kompagnon Ludolf Schüll in Konkurs und Eduard Hoesch hatte nun die Gelegenheit ergriffen, das Werk Oberste Mühle erneut für den Familienbesitz zu erwerben.
Nach Ludolf Hoeschs Tod wurde das Gesamtunternehmen Hoesch & Söhne aufgelöst und anteilsmäßig an seine drei Söhne übertragen. Daraus entstanden neben dem bereits oben genannten Werk Oberste Mühle in den Folgejahren auch das Unternehmen Gebr. Hoesch GmbH mit dem Werk Friedenau und der zwischenzeitlich übernommenen Werk Mittleren Mühle in Kreuzau-Niederau sowie das Unternehmen Ludolf & Emil Hoesch auf der Hoeschmühle in Krauthausen. Aus dem Werk Ludolf & Emil Hoesch gingen später die Firmen Eugen Hoesch & Orthaus (1885) und Paul Emil Hoesch KG hervor, die mittlerweile alle nicht mehr existieren.
Das Werk Friedenau ging auf Ludolfs Enkel Heinrich Arthur Hoesch über, wurde 1939 von den Melitta-Werken AG erworben und 1981 stillgelegt. Auf dem Gelände dieser ehemaligen Papierfabrik wurden 1987 neue Montagekapazitäten für Whirlwannen und -pools für die  Badewannenfabrik Hoesch Metall- und Kunststoffwerk geschaffen, die aus dem familieneigenen Hüttenbetrieb in Haus Schneidhausen hervorgegangen ist und heute zu den größten Badewannenherstellern Europas zählt.
Die Fabrik in Kreuzau-Niederau übernahm Ludolfs zweiter Enkel Walter Hoesch (1851–1916), aus der sich ein führender Anbieter weiß gedeckter Wellpappenrohpapiere für die Verpackungsindustrie entwickelt hat. 1993 wurde Gebr. Hoesch von der Schweizer Firma Sihl übernommen, die im darauf folgenden Jahr die Produktion in Kreuzau-Niederau einstellte. Teile der Werksanlagen wurde anschließend von der Papierfabrik Niederauer Mühle übernommen. Der Sohn von Walter, Professor der Chemie Kurt Hoesch (1882–1932), war Kreuzau weiterhin verbunden geblieben und machte sich unter anderem als Sponsor für den örtlichen Sport verdient. Nach ihm wurde die Sportanlage in Kreuzau Kurt-Hoesch-Kampfbahn benannt.
Ludolf Matthias Hoesch war verheiratet (1813) mit Juliane Schleicher (1793–1868), mit der er neben den bereits erwähnten Söhnen noch die Tochter Maria Emma (1814–1845) hatte, die 1833 den späteren Kölner Zuckerfabrikanten (Pfeifer & Langen) Emil Pfeifer (1806–1889) ehelichte. (In der „Chronik der Familie Pfeifer“ eine etwas abweichende Schreibweise: Ludolph Mathias Hoesch und Frau Maria Agnes Julie, geb. Schleicher. Diese Chronik wurde um 1975 veröffentlicht, aber nur innerhalb der Familie Pfeifer verteilt.)